# Đường Stolarska, Kraków
Đường Stologistska (tiếng Ba Lan: Ulica Stologistska, lit. đường Carpenters) - một con đường lịch sử ở Kraków, Ba Lan. Con đường kéo dài về phía nam từ Mały Rynek đến đường Dominikańska (Ulica Dominikańska). Tên được ghi lại lâu đời nhất của con đường này là platea fratrum Praedicatorum (liên quan đến sự tồn tại của Nhà thờ Holy Trinity ở điểm phía nam của con đường này), từ năm 1305. Tên hiện tại được ghi nhận lần đầu tiên vào năm 1542. Đường cong trên con đường này là kết quả của sự chuyển hướng để lượn qua 1 ngôi nhà, trước khi Kraków nhận được quyền thành đường vào năm 1257.
Dọc con đường này có các lãnh sự quán của Pháp, Đức và Hoa Kỳ.
Con đường này là một phần của Con đường Saint James của Ba Lan từ Sandomierz đến Tyniec.

## Tính năng, đặc điểm
| Đường số | Mô tả ngắn | Hình ảnh |
| -------- | --- | -------- |
| 2        | Nhà Gutkowski - được xây dựng từ năm 1851 đến 1861. Những viên gạch để xây dưng tòa nhà được lấy từ một công trình cũ nằm ở ngay vị trí này trước trận đại hỏa hoạn ở Krakow năm 1850. Hiện tại, tòa nhà mang các đặc điểm kiến trúc Cổ điển.                                         |          |
| 7        | Tổng lãnh sự quán Cộng hòa Liên bang Đức (Konsulat Generalny Republiki Federalnej Niemiec - trước đây là Cung điện Morsztynów. Tòa nhà được xây dựng theo phong cách kiến trúc Đế chế - Empire.                                                                                       |          |
| 9        | Tổng lãnh sự quán Hoa Kỳ (Konsulat Generalny Stanów Zjednoczonych). |          |
| 8-10     | Kramy Dominikańskie (Các quầy hàng của Dòng Anh em Giảng thuyết) - được xây dựng vào năm 1861 sau trận đại hỏa hoạn ở Krakow năm 1850, tại vị trí của một nhà thuốc cũ. Các quầy hàng được cho là thuộc quyền sở hữu của Dòng Anh em Giảng thuyết. Hiện nay, họ có một số nhà bán lẻ. |          |
| 4        | Nhà Providence (Kamienica pod Opatrznością - nơi tọa lạc của Tổng lãnh sự quán Pháp và Viện Pháp tại Kraków. |          |